# 大化 (日本)
大化（645年六月十九—650年二月十五），是日本飞鸟时代孝德天皇年号，也是日本最初的年號。

## 建元
- 皇极天皇四年六月十九（645年7月17日）：孝德天皇即位，建元大化。
- 大化六年二月十五（650年3月22日）：改元白雉。

## 出典
- 《尚书》大诰：
  - “肆予大化诱我友邦君”
- 《汉书》卷五十六：
  - “古者修教训之官，务以德善化民，民已大化之后，天下常亡一人之狱矣”
- 《宋书》卷二十：
  - “神武鹰扬，大化咸熙”

## 大事记
- 大化元年（645年）：中大兄皇子消滅蘇我入鹿（乙巳之變）。遷都至難波長柄豐崎宮（英语：Naniwa Nagara-Toyosaki Palace）。
- 大化二年（646年）：發佈改新之詔（日语：改新の詔）、薄葬令（日语：薄葬令）。
- 大化三年（647年）：制定七色十三階（日语：七色十三階冠）的官位。
- 大化四年（648年）：建造磐舟柵（日语：磐舟柵）。
- 大化五年（649年）：制定官位十九階（日语：冠位十九階）。蘇我倉山田石川麻呂（英语：Soga no Kurayamada no Ishikawa no Maro）因為被冠上謀反的疑慮而在山田寺（英语：Yamada-dera）自殺。

## 與西曆的對照表
| 大化 | 元年  | 二年  | 三年  | 四年  | 五年  | 六年  |
| 公元 | 645年 | 646年 | 647年 | 648年 | 649年 | 650年 |
| 干支 | 乙巳  | 丙午  | 丁未  | 戊申  | 己酉  | 庚戌  |

## 參看
- 大化改新
- 日本年號列表
- 同期存在的其他政权年号
  - 貞觀（627年正月—649年十二月）：唐太宗李世民年号
  - 永徽（650年正月—655年十二月）：唐高宗李治年号
  - 仁平（634年—647年）：新羅善德女王之年號
  - 太和（647年—650年）：新羅真德女王之年號